# 东方世界

現今「東方世界」經常指涉的範圍，包括東亞（綠色）、東南亞（藍色）以及南亞（橘色），與日語及韓語所稱的「東洋」相同

东方世界（英語：Eastern world），亦简称作东方（the East）或东洋（Orient），是一个针对亚欧大陆东侧的各种文化或社会结构、国家和哲学体系的总称，其含义根据具体情况而有所不同。该词的指代范围通常囊盖了亚洲、地中海地区以及阿拉伯世界，特别是在历史（前现代）以及现代东方主义背景下。“东方世界”一词常被视为西方世界的对称。
该术语所包含的各个地区均不相同，并且彼此之间不存在一个共同的文化来源，故而难以一概而论。 尽管东方世界的各个部分之间有许多共同点，尤其是处于“全球南方”的地区，但它们在历史上从未将自己同其他“东方地区”定义成一个整体。该术语最初具有字面地理含义，指的是旧世界的东部，将亚洲的文化和文明与欧洲（或西方世界）进行对比，这种语境下的“东方世界”一词传统上包括中亚、东亚、南亚、东南亚和西亚。
从概念上讲，东西方之间的边界更多地是文化意义上的而非地理上的，因此作为英国殖民者的殖民地而诞生的澳大利亚和新西兰尽管在地理上更接近东方世界，但通常被归为西方世界。而作为前苏联加盟国的中亚五国，尽管受到来自西方的强烈影响力，也仍然被归类为“东方国家”。除了亚洲和非洲的大部分地区外，由于殖民者对这些地区的殖民化改造，欧洲几乎将大洋洲、北亚和美洲的全部地带都吸收进了西方世界。
菲律宾等地处东方世界的国家，由于受到美国和欧洲的移民和历史文化影响，其社会、文化和政治的某些方面可能被认为是西化的。